# 1967 dans les chemins de fer
Chronologie des chemins de fer
1966 dans les chemins de fer - 1967 - 1968 dans les chemins de fer

## Évènements

### Janvier
- 9 janvier, Canada : Le départ du Train de la Confédération, qui traverse le pays et se termine à Montréal le 5 décembre.

### Mai
- 28 mai, France : mise en service du premier train roulant à 200 km/h en service commercial en Europe : le Capitole reliant Paris et Toulouse, grâce aux BB 9200.

### Juillet
- 13 juillet, Japon : le Shinkansen atteint les cent millions de voyageurs.

### Octobre
- 28 octobre, France : mise en service de la bifurcation de Grenoble et création de la gare éphémère de Grenoble-Olympique, en vue des Jeux olympiques d'hiver de 1968.